# カワサキ・Z750
カワサキ・Z750（ぜっとななひゃくごじゅう）は、川崎重工業モーターサイクル&エンジンカンパニーが発売した輸出市場向けのオートバイである。2003年にデビューした水冷エンジンのZ1000のシリーズモデルで、多くのパーツを共有する。

## I型
Z750は2003年のミラノショーで発表され、2004年モデルとして発売された。Z1000の基本構成をそのまま受け継ぎ、エンジンもZ1000をベースにボアダウンしたものを搭載する。
基本的な構成を共通とする異なる排気量のモデルの設定は、Z1とZ2に代表されるように、過去においても多く行われて来たが、これまでの場合は日本国外と国内の排気量クラスの違いによって、ベースモデルの排気量を落として国内モデルを設定するというパターンが多かったのに対し、Z750はZ1000と同じ市場に向けて設定されていると言う点で特徴的で、そのためか排気量以外にもさまざまな仕様の違いが見られる。
主な違いとしては、
- 新デザインのビキニカウル
- 正立フロントフォークの採用
- 集合マフラーの採用

などがある。
販売戦略上、Z1000よりも低い価格設定が求められたと考えられ、コストダウンのための仕様変更と思われるものの多いが、集合マフラーの採用は、コストダウン以外にも、重量の軽減やエンジンの出力向上にも寄与していると考えられ、スペック上の最大出力の差はさほど大きくない。（欧州仕様においてZ1000は127PS、Z750は110PS）Z1000と同様、日本仕様の設定はない。

## モデル一覧

### 2004年モデル
マーケティングコードはZR750-J1。カラーバリエーションは、オリエンタルブルー、サンビームレッド、エボニーの3色。

### 2005年モデル
マーケティングコードはZR750-J2。カラーバリエーションは、キャンディプラズマブルー、メタリックファントムシルバー、エボニーの3色。

### Z750S
Z750Sはシリーズのバリエーションモデルとしてインターモト・ ミュンヘン2004で発表され、2005年モデルとして発売された。
ハーフカウルを装着したことが最大の特徴で、他にもタンデム部分と一体化されたシートへの変更、クワガタムシの角を連想させるグラブバーの追加など、長距離ツーリングやタンデム走行のより幅広い用途を想定した仕様となっている。
装備の追加により若干の重量増加となったが、エンジン出力など主要スペックはZ750と同じである。
オーソドックスなデザインのハーフカウルと一体型シートのため、Z750に見られたデザインのアクの強さは弱められ、より万人向けのイメージとなった。ハーフカウルはスタイル優先の小振りなもので、十分な風防効果が得られるとは言い難い。
販売状況が芳しくなかったためか、2007年にZ750がフルモデルチェンジを受けた際にはZ750Sは設定されず、実質2年のみという極めて短命のモデルとなった。日本仕様の設定はない。

#### 2005年モデル
マーケティングコードはZR750-K1。カラーバリエーションは、メタリックスパークブラック、キャンディプラズマブルー、パールマグマレッドの3色。

#### 2006年モデル
マーケティングコードはZR750K6F。カラーバリエーションは、キャンディフラットロープラズマブルー、ギャラクシーシルバータイプ2、メタリックスパークブラックの3色。
他の全てのカラーは、ハーフカウルの中央部分（スクリーンの基部）の色が黒となるが、2006年に設定されたキャンディフラットロープラズマブルーのみ、黒でなくボディと同色のツヤ消しの青となり、他のカラーと印象が大きく異なっている。主要諸元に変更はない。

#### 2007年モデル
マーケティングコードはZR750K7F。Z750がフルモデルチェンジで新型となったが、Z750Sは従来仕様で継続販売された。
カラーバリエーションは、エボニー1色のみ、3年通しての「黒」だが、2年間継続されたメタリックスパークブラックではなくエボニーとなっている。主要諸元に変更はない。

### II型
Z1000のフルモデルチェンジに合わせて、2007年モデルとして発売。I型はZ1000から1年遅れての発売であったが、II型は同時の登場となった。ただし、新型Z1000が発表されたインターモト2006には出品されていない。
I型と同様にZ1000と多くのパーツを共用するものの、ビキニカウルや集合マフラー、ラジエーターカバー等の仕様が異なる。フロントフォークは倒立式が採用されZ1000と共通となった。Z1000がモデルチェンジ時に最大出力や最大トルクを若干向上させたのに対して、Z750では逆にスペック上の数値は低くなっている。排ガスや騒音規制への対応が難しかったことやZ1000との棲み分けのための差別化などが理由としては考えられるが詳細は不明。引き続き日本仕様の設定はない

#### 2007年モデル
マーケティングコードはZR750L7F。カラーバリエーションは、アトミックシルバー、エボニーの2色。

#### 2008年モデル
マーケティングコードはZR750L8F。カラーバリエーションは、パールワイルドファイアオレンジ、メタリックオーシャンブルーの2色。主要諸元に変更はない。

### Z750R
Z750Rはシリーズの新たなバリエーションモデルとして2010年10月に開催されたインターモトで発表された。フロントカウルや後方灯火器のデザインなどが変更され、フロントフォークやスイングアームはZ1000(Ⅱ型）と同じ物となり、フロントブレーキキャリパーがラジアルマウント式となっている。メーター類は基本的に同じ物であるが、アナログ式のタコメーターの文字盤が白から黒になり、Rの文字が入る。なおABSモデルも同時発表された。日本には正規未導入。ブライトによる並行輸入もなく、レッドバロングループが取り扱いを行った。

### Z800
2012年9月17日にZ800のティーザーサイトを公開し、同年10月2日の発表された。日本には正規未導入。